# Xanthophenax verticalis
Xanthophenax verticalis är en stekelart som först beskrevs av Morley 1914.  Xanthophenax verticalis ingår i släktet Xanthophenax och familjen brokparasitsteklar. Inga underarter finns listade i Catalogue of Life.